# Helgmålsringning

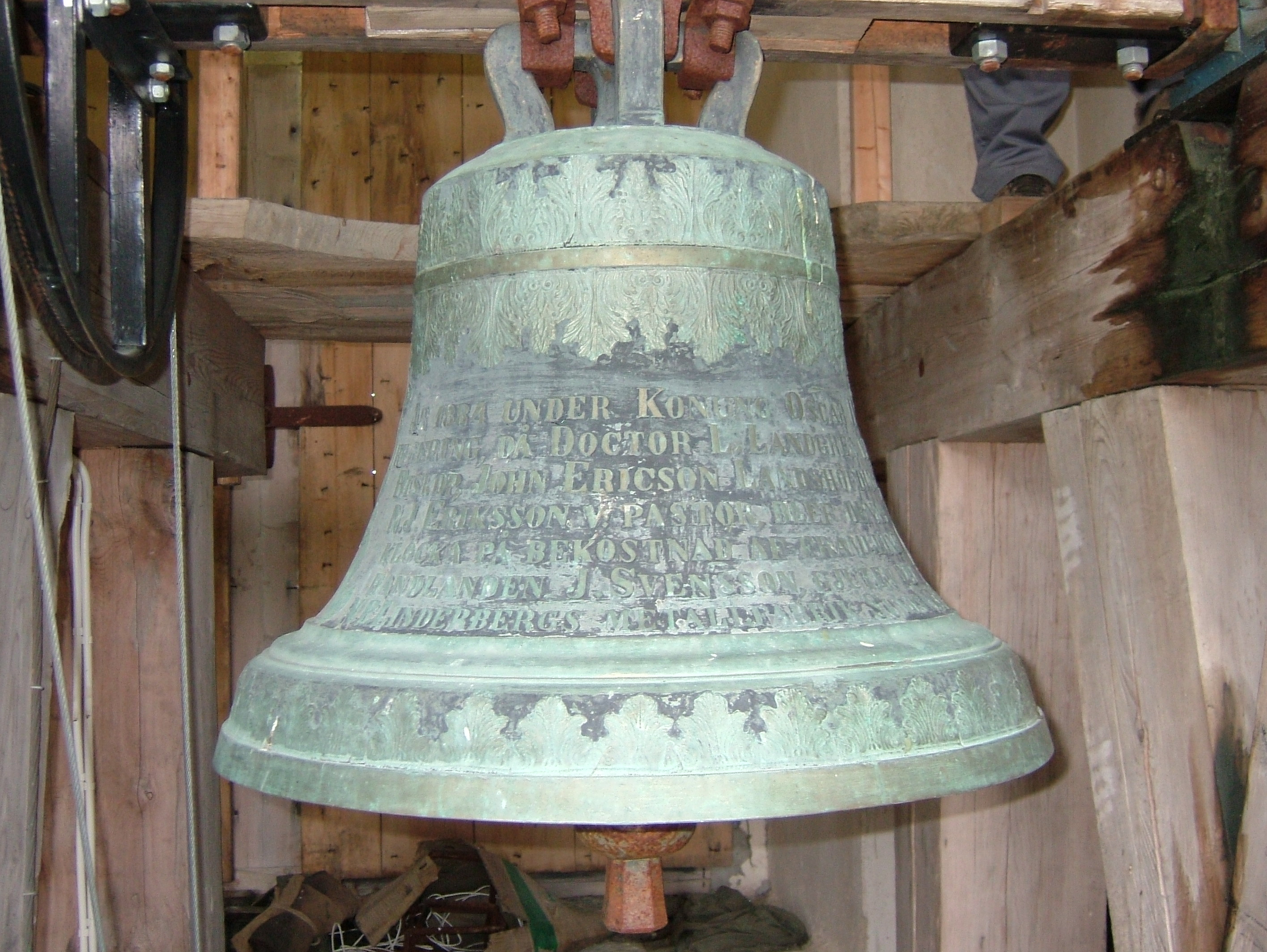
Kyrkklocka i Laxsjö kyrka

Helgmålsringning, helgmålsbön eller helgsmål genomförs inom vissa delar av kristenheten, där kyrkorna har klockor, bland annat Svenska kyrkan, som inledning på helgen. 
Kyrkklockorna ljuder vanligtvis klockan 18.00 på lördagar och helgaftnar. Skälet till att helgen rings in redan kvällen före helgdagen är att Bibelns dygn egentligen börjar med aftonen i enlighet med Första moseboks första kapitel: "Och det vart afton och det vart morgon den första dagen". I anslutning till ringningen hålls ibland en andakt kallad "helgmålsbön".

### Fotnoter
1. ↑  ”Helgmålsringning "Pilgrimsfärd i Dalsland"”. Svenska kyrkan. Arkiverad från originalet den 26 oktober 2014. https://web.archive.org/web/20141026080432/http://www.svenskakyrkan.se/mellerud/helgmalsringning-pilgrimsfard-i-dalsland. Läst 15 oktober 2014.
2. ↑  ”Helgsmål”. Sveriges Radio P1. http://sverigesradio.se/sida/artikel.aspx?programid=2339&artikel=657418. Läst 15 oktober 2014.